# 器物損壊罪
器物損壊罪（きぶつそんかいざい）は、他人の所有物または所有動物を損壊、傷害することを内容とする犯罪。刑法261条で定められている。

## 保護法益
損壊の対象となった物に対する財産権であり、個人的法益に対する罪に分類される。
境界損壊罪については個人的法益と同時に境界を公的に区分するという国家的法益の保護が要請されるので、そのため後述する親告罪か否かという点に差異が生ずる。

## 行為

### 客体
本罪は「他人の物」を客体とする。他人の土地や動物は本条の対象となる。ただし、ここでいう「物」には公用文書、私用文書、建造物は含まれない。別途、処罰規定（文書等毀棄罪、建造物等損壊罪）が存在するためである。また、境界標についても、境界を認識できないような結果を生じた場合には、境界損壊罪が成立するため本罪を構成しない。
なお、自己の物については特則があり、差押えを受けているもの、物権を負担しているもの（抵当権が設定されている場合など）、で賃貸したものについては、本罪の客体となる（刑法262条）。

### 行為の内容
本罪は「損壊」又は「傷害」を構成要件的行為とする。
損壊の意義
学説は多岐にわたるが、通説判例は、その物の効用を害する一切の行為をいうとしている。ゆえに物理的な損壊に限らず、心理的に使用できなくするような行為も損壊といえる。また、その物が本来持っている価値を低下させるのも損壊とみなされる。
- 大審院判例は、料理店の食器に放尿した行為について、器物損壊罪の適用を認めている。食器を入念に消毒すれば再使用はできるが、一度尿の付いた食器は誰も使いたがらないので器物損壊罪が適用された（大判明治42年4月16日刑録15輯452頁）。
- その他具体例を示す。
  - 掛軸に「不吉」と書く行為（掛軸としての効用を害する）
  - 建物に太陽光線を採光して通常使用する効用を害する、ガラス窓に数百枚のアジビラを貼り付ける行為（争議行為で被用者組合側が使用者側に対して行っている）（最決昭和46年3月23日刑集25巻2号239頁）
  - 「自由に運動させる場」としての効用を害する、校庭に杭を打ち込んで保健体育の授業を妨害する行為（最決昭和35年12月27日刑集14巻14号2229頁）
  - 携帯電話を持ち去る行為について、自己の所有物とする意思（不法領得の意思）がない場合、携帯電話を使用できないようにした行為が損壊と認められ、窃盗罪ではなく器物損壊罪が適用される可能性が指摘されている[2]。
- 一方で、タクシーのタイヤの空気を抜いた行為について、効用を回復するのが易しい際には損壊に当たらないとした地裁判例（大阪地判昭和43年7月13日判時545号27頁）もある[1]。

なお、境界損壊罪においては、「損壊し、移動し、若しくは除去し、又はその他の方法により土地の境界を認識することができないようにする」ことが実行行為とされており、効用を害する一切の行為の内容が明示的に列挙してある。
傷害の意義
他人の動物を殺傷する行為である。損壊と同様に動物としての効用を害する行為、たとえば、他人の池の鯉を流出させる行為も傷害といえる（大判明治44年2月27日刑録17輯197頁）。他人の鳥かごを開放して、飼育されているカナリヤなどを逃がしてしまう行為も同様に、（結果的に即死しなくても）傷害となる。
他人の動物を不法に殺傷する行為は一般に器物損壊罪に該当する。しかし、法的に動物は物であるとはいえ、その用語例への抵抗からか、動物の殺傷行為については、動物傷害罪と記載する文献もある。
動物の愛護及び管理に関する法律（動物愛護法）は、第27条第1項に、愛護動物（牛、馬、豚、めん羊、やぎ、犬、ねこ、いえうさぎ、鶏、いえばと及びあひる、もしくは、その他の哺乳類、鳥類又は爬虫類で、人が占有している動物　同条第4項）をみだりに殺し、又は傷つけた者は、5年以下の拘禁刑又は500万円以下の罰金に処する旨の罰則を規定している。

## 法定刑
3年以下の拘禁刑または30万円以下の罰金もしくは科料である。

## 親告罪
器物損壊罪は親告罪であり（刑法264条）、損壊された物の本権者または適法な占有者が告訴権を有する（最判昭和45年12月22日刑集24巻13号1862頁）。
なお、境界損壊罪では、保護法益が個人的法益に尽きるわけではないから非親告罪とされている。

## 特別法による加重類型
暴力行為等処罰ニ関スル法律の集団的器物損壊罪（1条）があり、法定刑から科料がなくなり罰金以上となっているほか、親告罪でなくなり告訴が不要となる。